# Toleni
Toleni (nep. तोलेनी) – gaun wikas samiti w zachodniej części Nepalu w strefie Seti w dystrykcie Doti. Według nepalskiego spisu powszechnego z 2001 roku liczył on 977 gospodarstw domowych i 5604 mieszkańców (2773 kobiet i 2831 mężczyzn).